# دنی روش
دنی روش (انگلیسی: Danni Roche؛ زادهٔ ۲۵ مهٔ ۱۹۷۰) بازیکن هاکی روی چمن اهل استرالیا بود. عضو تیم هاکی زنان استرالیا بود که معمولاً با نام "Hockeyroos" شناخته می‌شود، که در بازی‌های المپیک تابستانی ۱۹۹۶ در آتلانتا، جورجیا مدال طلا را کسب کرد.

## زندگی شخصی
روشه در ملبورن در ۲۵ مه ۱۹۷۰ متولد شد. او دختر کن روشه دارنده عنوان طلا دو و میدانی در المپیک ۱۹۶۴ است. [۲] او با دبورا هاتون مدل و شخصیت تلویزیونی استرالیایی به مدت هفت سال در رابطه بود که در ۲۰۰۷ رابطه آن‌ها پایان یافت.